# Liesse-Notre-Dame
Pour les articles homonymes, voir Liesse.
Liesse-Notre-Dame est une commune française située dans le département de l'Aisne, en région Hauts-de-France.

## Géographie
- 1Carte dynamique
- 2Carte OpenStreetMap
- 3Carte topographique
- 4Carte avec les communes environnantes

Le territoire de la commune est limitrophe de ceux de six communes :
| Missy-lès-Pierrepont | Pierrepont        |                     |
| Gizy                 | Liesse-Notre-Dame | Chivres-en-Laonnois |
|                      | Marchais          | Sissonne            |

### Hydrographie
La commune est située dans le bassin Seine-Normandie. Elle est drainée par la Souche, la Buze, le Pointy, le cours d'eau 01 du Marais de Routy et divers bras de la Souche,,.
La Souche, d'une longueur de 32 km, prend sa source dans la commune de Sissonne et se jette  dans la Serre à Crécy-sur-Serre, après avoir traversé douze communes.
La Buze, d'une longueur de 20 km, prend sa source dans la commune de Courtrizy-et-Fussigny et se jette  dans la Souche à Pierrepont, après avoir traversé dix communes.
Le Pointy, d'une longueur de 12 km, prend sa source dans la commune de Dizy-le-Gros et se jette  dans la Souche sur la commune, après avoir traversé sept communes.

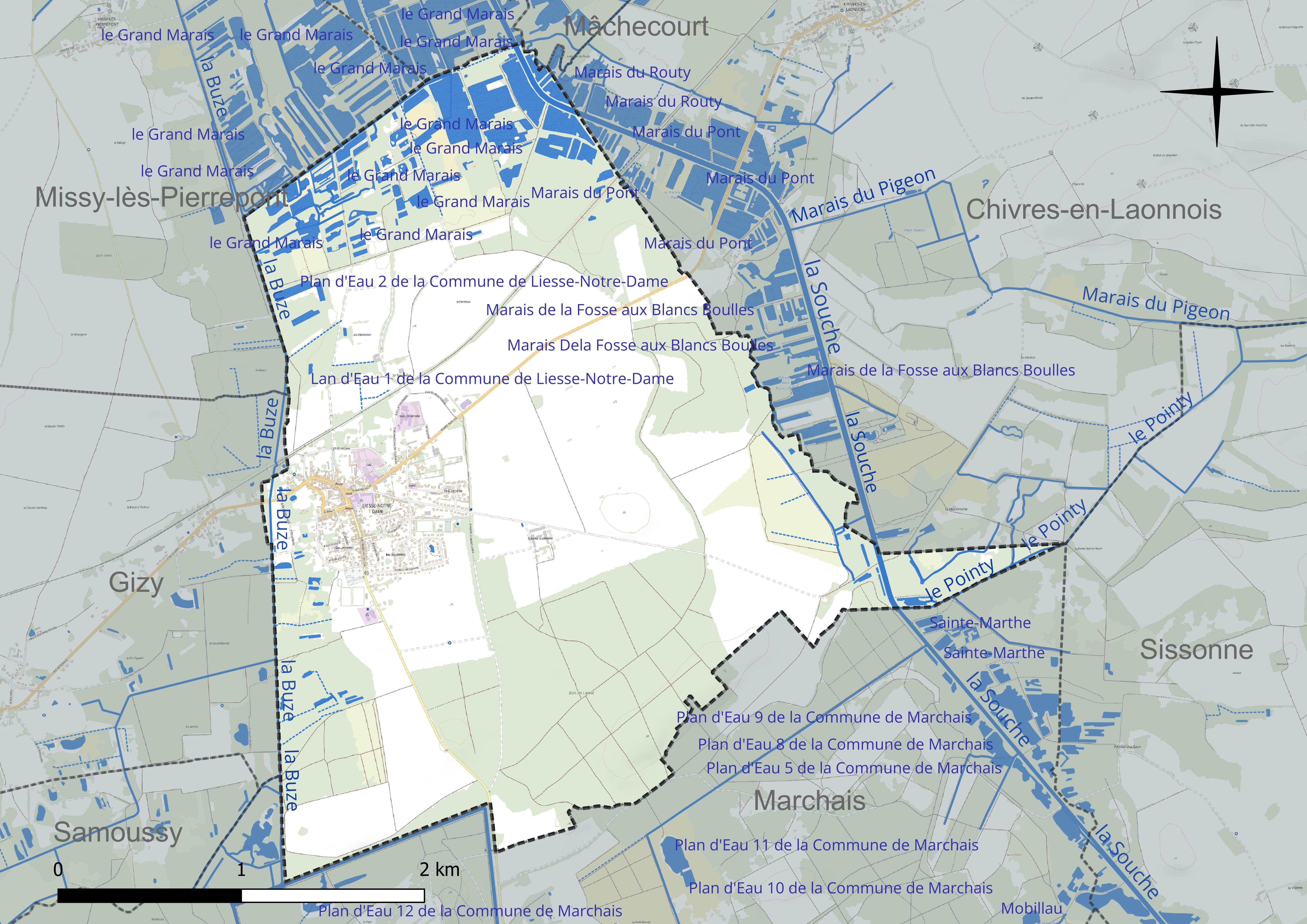
Réseau hydrographique de Liesse-Notre-Dame.

Six plans d'eau complètent le réseau hydrographique : Lan d'Eau 1 de la commune de Liesse-Notre-Dame (0,1 ha), l'Aux Blancs Bouilles, d'une superficie totale de 1,8 ha (0 ha sur la commune), le Grand Marais (6,5 ha), le marais du Pont (3,1 ha), le marais du Routy, d'une superficie totale de 5,3 ha (1,8 ha sur la commune) et le plan d'eau 2 de la commune de Liesse-Notre-Dame (1,9 ha),.

### Climat
Pour des articles plus généraux, voir Climat des Hauts-de-France et Climat de l'Aisne.
En 2010, le climat de la commune est de type climat océanique dégradé des plaines du Centre et du Nord, selon une étude du CNRS s'appuyant sur une série de données couvrant la période 1971-2000. En 2020, Météo-France publie une typologie des climats de la France métropolitaine dans laquelle la commune est exposée à un climat océanique altéré et est dans la région climatique Nord-est du bassin Parisien, caractérisée par un ensoleillement médiocre, une pluviométrie moyenne régulièrement répartie au cours de l'année et un hiver froid (3 °C).
Pour la période 1971-2000, la température annuelle moyenne est de 10,3 °C, avec une amplitude thermique annuelle de 15,2 °C. Le cumul annuel moyen de précipitations est de 716 mm, avec 11 jours de précipitations en janvier et 9,1 jours en juillet. Pour la période 1991-2020, la température moyenne annuelle observée sur la station météorologique la plus proche, située sur la commune de Gizy à 2 km à vol d'oiseau, est de 11,0 °C et le cumul annuel moyen de précipitations est de 724,1 mm,. Pour l'avenir, les paramètres climatiques de la commune estimés pour 2050 selon différents scénarios d'émission de gaz à effet de serre sont consultables sur un site dédié publié par Météo-France en novembre 2022.

## Urbanisme

### Typologie
Au 1er janvier 2024, Liesse-Notre-Dame est catégorisée bourg rural, selon la nouvelle grille communale de densité à 7 niveaux définie par l'Insee en 2022.
Elle est située hors unité urbaine. Par ailleurs la commune fait partie de l'aire d'attraction de Laon, dont elle est une commune de la couronne,. Cette aire, qui regroupe 106 communes, est catégorisée dans les aires de 50 000 à moins de 200 000 habitants,.

### Occupation des sols
L'occupation des sols de la commune, telle qu'elle ressort de la base de données européenne d'occupation biophysique des sols Corine Land Cover (CLC), est marquée par l'importance des territoires agricoles (43,9 % en 2018), en diminution par rapport à 1990 (45,2 %). La répartition détaillée en 2018 est la suivante : 
terres arables (42,1 %), forêts (36 %), zones humides intérieures (7,4 %), zones urbanisées (7,3 %), milieux à végétation arbustive et/ou herbacée (2,7 %), eaux continentales (2,7 %), zones agricoles hétérogènes (1,9 %).
L'évolution de l'occupation des sols de la commune et de ses infrastructures peut être observée sur les différentes représentations cartographiques du territoire : la carte de Cassini (XVIIIe siècle), la carte d'état-major (1820-1866) et les cartes ou photos aériennes de l'IGN pour la période actuelle (1950 à aujourd'hui).

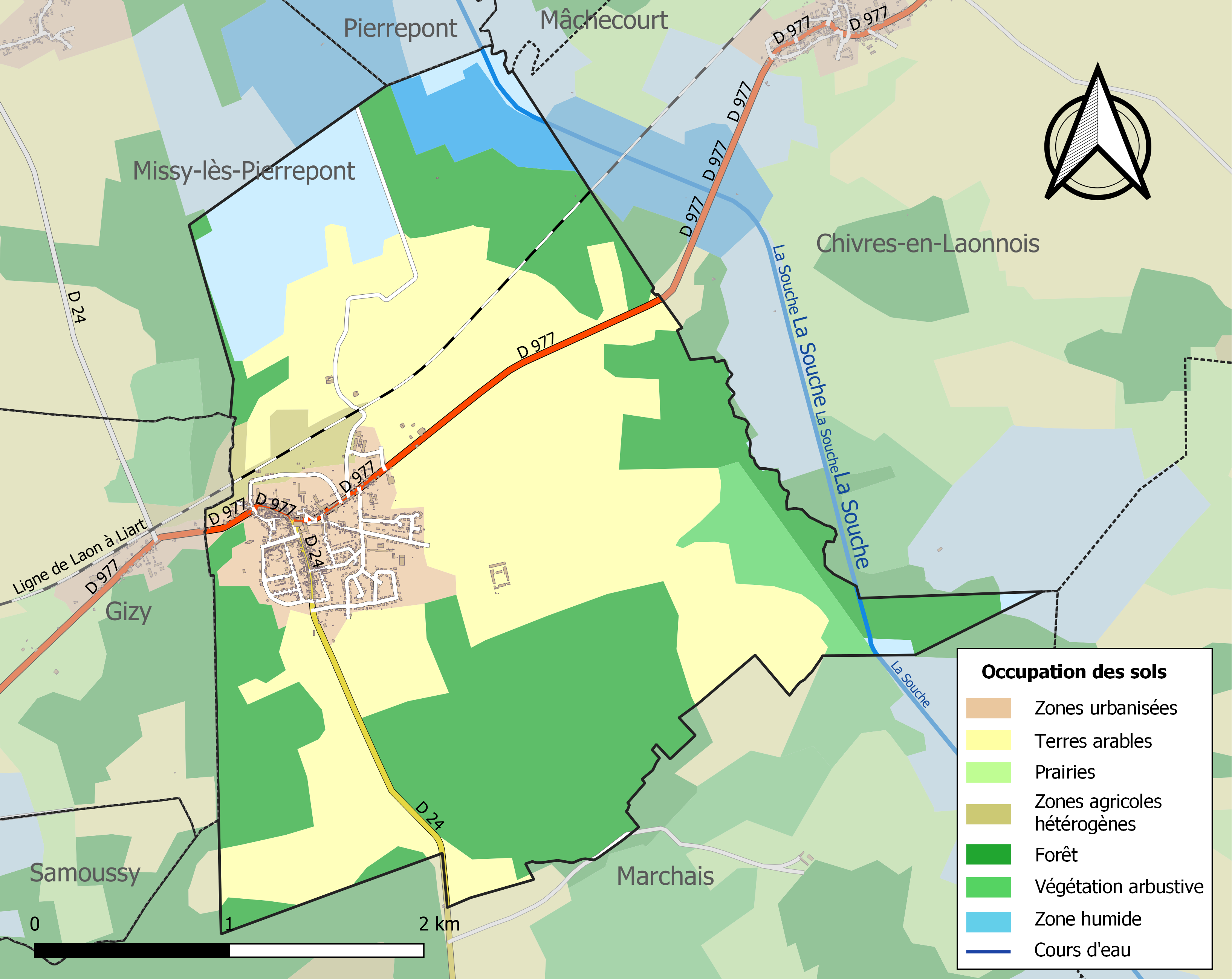
Carte de l'occupation des sols de la commune en 2018 (CLC).

## Toponymie
Le nom de la localité est attesté sous les formes Lientia (IXe siècle) ; Lience (1163) ; Lyencia (1340) ; Liense (1398) ; Lyence (1404) ; Leesse (1411) ; Liance (1422) ; Liesse (1437) ; Ecclesia Beatæ-Mariæ-de-Letitia (1442) ; Notre-Dame-de-Lience (1471) ; Lyesse (1493).
Notre-Dame fait référence à la Basilique Notre-Dame de Liesse, située sur le territoire de la commune.

## Histoire

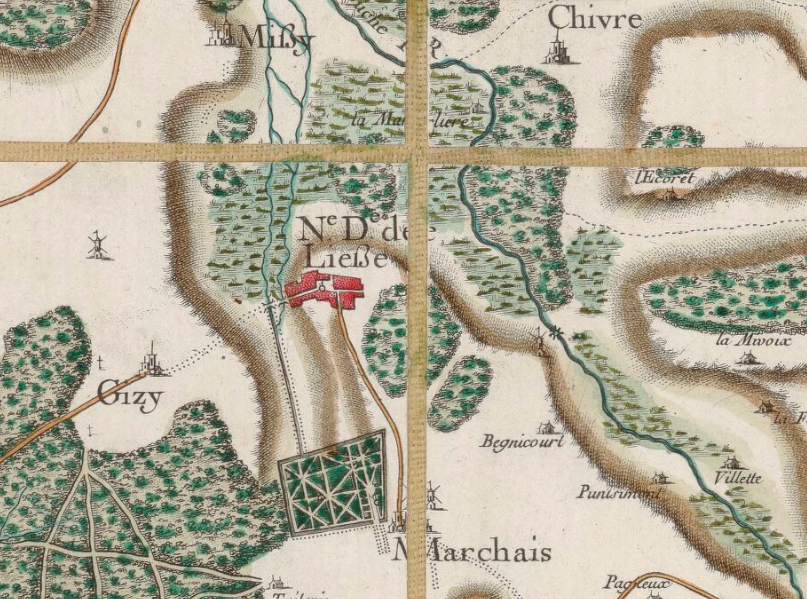
Liesse-Notre-Dame et ses environs sur la carte de Cassini (XVIIIe siècle)

Ce petit village possède une longue histoire à propos de la Vierge noire, dont la statue est visible un peu partout dans la ville. Cette statue est vénérée sous le vocable « Notre Dame de Liesse, source et cause de notre joie ». Un pèlerinage est organisé depuis le XIIe siècle.[réf. nécessaire]

## Politique et administration

### Découpage territorial
La commune de Liesse-Notre-Dame est membre de la communauté de communes de la Champagne Picarde, un établissement public de coopération intercommunale (EPCI) à fiscalité propre créé le 22 décembre 1995 dont le siège est à Saint-Erme-Outre-et-Ramecourt. Ce dernier est par ailleurs membre d'autres groupements intercommunaux.
Sur le plan administratif, elle est rattachée à l'arrondissement de Laon, au département de l'Aisne et à la région Hauts-de-France. Sur le plan électoral, elle dépend du canton de Villeneuve-sur-Aisne pour l'élection des conseillers départementaux, depuis le redécoupage cantonal de 2014 entré en vigueur en 2015, et de la première circonscription de l'Aisne  pour les élections législatives, depuis le dernier découpage électoral de 2010.

### Administration municipale
| Période                                  | Période                       | Identité         | Étiquette | Qualité                                   |
| ---------------------------------------- | ----------------------------- | ---------------- | --------- | ----------------------------------------- |
| avant 1875                               | après 1876                    | Crémont          |           |                                           |
| Les données manquantes sont à compléter. |                               |                  |           |                                           |
| 1975                                     | 1994                          | Daniel Pichelin  |           | Instituteur                               |
| 1996                                     | 2001                          | Michel Dupuis    |           |                                           |
| mars 2001                                | mars 2008                     | Marcel Blanchard |           |                                           |
| mars 2008                                | mars 2014                     | Lionel Messieux  |           |                                           |
| mars 2014                                | En cours (au 12 juillet 2020) | Philippe Calmus  | SE        | Professeur Réélu pour le mandat 2020-2026 |

## Démographie
L'évolution du nombre d'habitants est connue à travers les recensements de la population effectués dans la commune depuis 1793. Pour les communes de moins de 10 000 habitants, une enquête de recensement portant sur toute la population est réalisée tous les cinq ans, les populations de référence des années intermédiaires étant quant à elles estimées par interpolation ou extrapolation. Pour la commune, le premier recensement exhaustif entrant dans le cadre du nouveau dispositif a été réalisé en 2005.

En 2022, la commune comptait 1 265 habitants, en évolution de −2,47 % par rapport à 2016 (Aisne : −1,97 %, France hors Mayotte : +2,11 %).
| 1793  | 1800  | 1806  | 1821  | 1831  | 1836  | 1841  | 1846  | 1851  |
| ----- | ----- | ----- | ----- | ----- | ----- | ----- | ----- | ----- |
| 1 035 | 1 043 | 1 010 | 1 041 | 1 242 | 1 250 | 1 354 | 1 372 | 1 383 |

| 1856  | 1861  | 1866  | 1872  | 1876  | 1881  | 1886  | 1891  | 1896  |
| ----- | ----- | ----- | ----- | ----- | ----- | ----- | ----- | ----- |
| 1 280 | 1 303 | 1 482 | 1 532 | 1 554 | 1 444 | 1 430 | 1 354 | 1 495 |

| 1901  | 1906  | 1911  | 1921  | 1926  | 1931  | 1936  | 1946  | 1954  |
| ----- | ----- | ----- | ----- | ----- | ----- | ----- | ----- | ----- |
| 1 325 | 1 277 | 1 195 | 1 222 | 1 274 | 1 447 | 1 587 | 1 145 | 1 109 |

| 1962  | 1968  | 1975  | 1982  | 1990  | 1999  | 2005  | 2006  | 2010  |
| ----- | ----- | ----- | ----- | ----- | ----- | ----- | ----- | ----- |
| 1 316 | 1 396 | 1 326 | 1 464 | 1 395 | 1 327 | 1 343 | 1 202 | 1 275 |

| 2015  | 2020  | 2022  | - | - | - | - | - | - |
| ----- | ----- | ----- | - | - | - | - | - | - |
| 1 297 | 1 270 | 1 265 | - | - | - | - | - | - |

## Culture locale et patrimoine

### Lieux et monuments
- chapelle de la maison de retraite de Liesse-Notre-Dame.

#### Basilique Notre-Dame
La basilique Notre-Dame de Liesse, de style gothique flamboyant, fut construite en 1134 par les Chevaliers d'Eppes puis rebâtie en 1384 et enfin agrandie en 1480. On venait en pèlerinage honorer la Vierge noire, en référence à la Soudanaise Isméria, fille du sultan du Caire El-Afdhal, qui après avoir sauvé la vie à des chevaliers français au temps des Croisades, se convertit au christianisme et épousa Robert d'Eppes, fils de Guillaume II de France. Jeanne d'Arc, Louis XI et François Ier viendront en pèlerinage au sanctuaire. C'est en 1923 que l'église fut érigée en basilique.

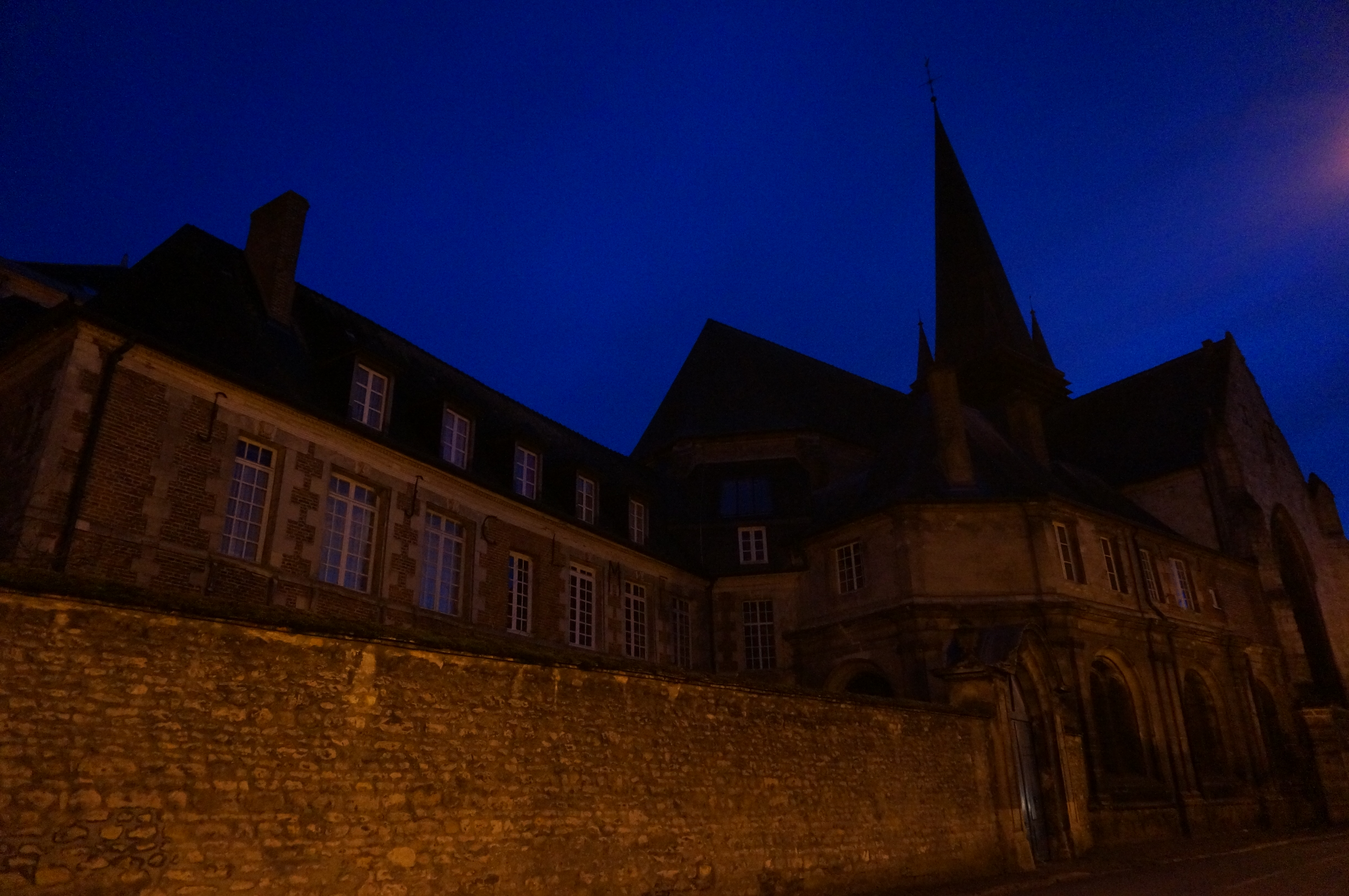
Le presbytère et la basilique.
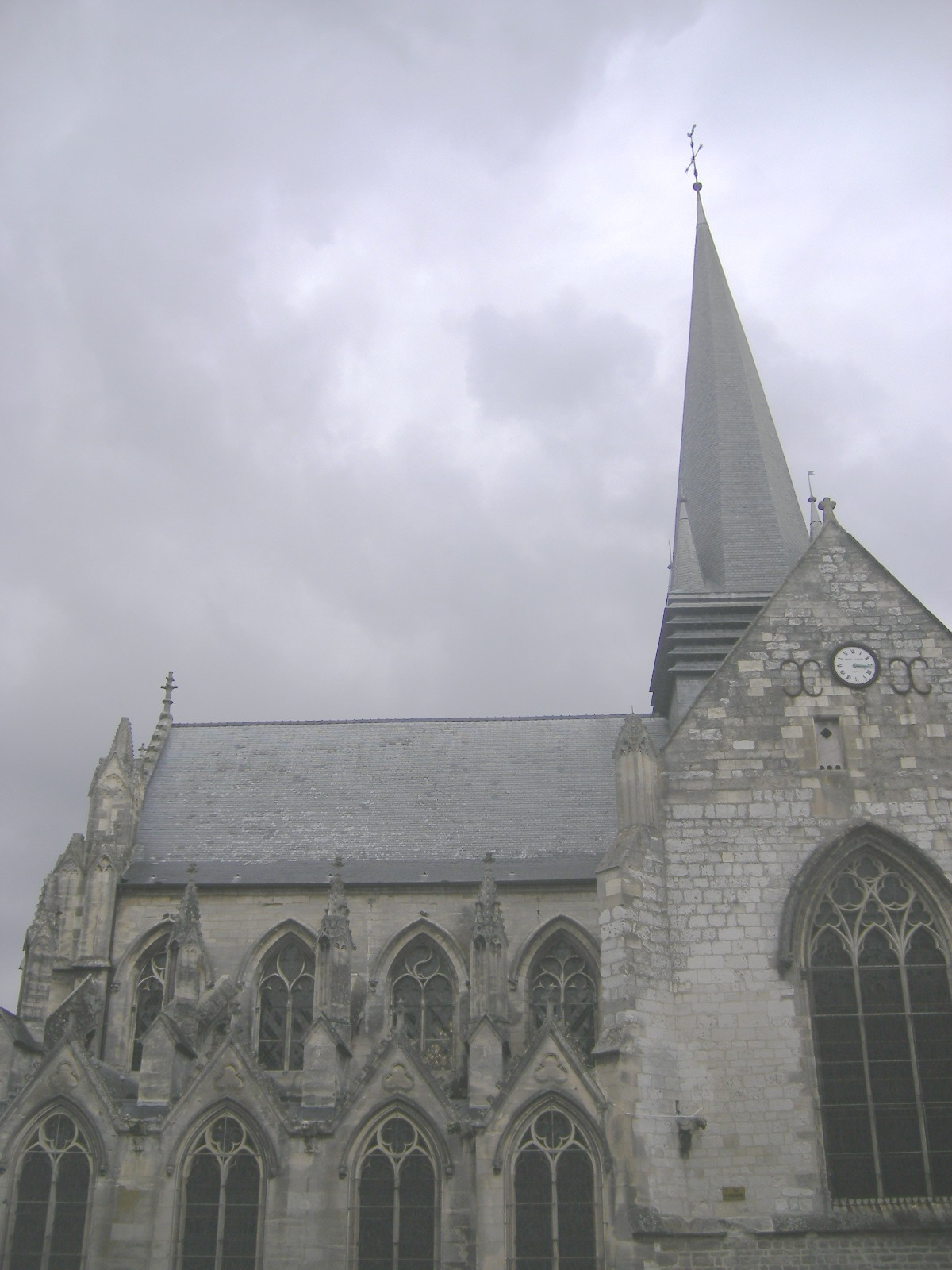
La basilique.
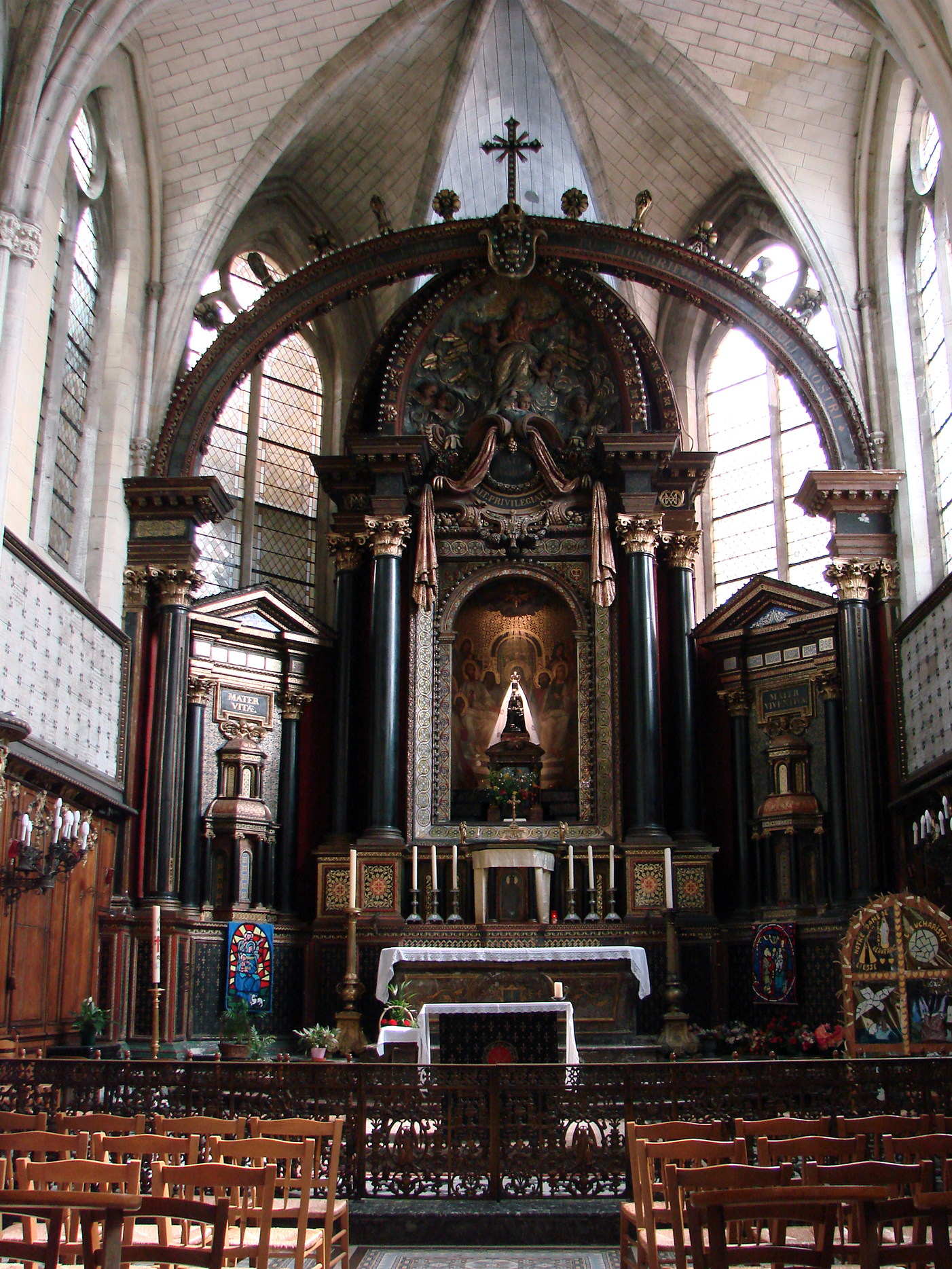
Le chœur de la basilique.
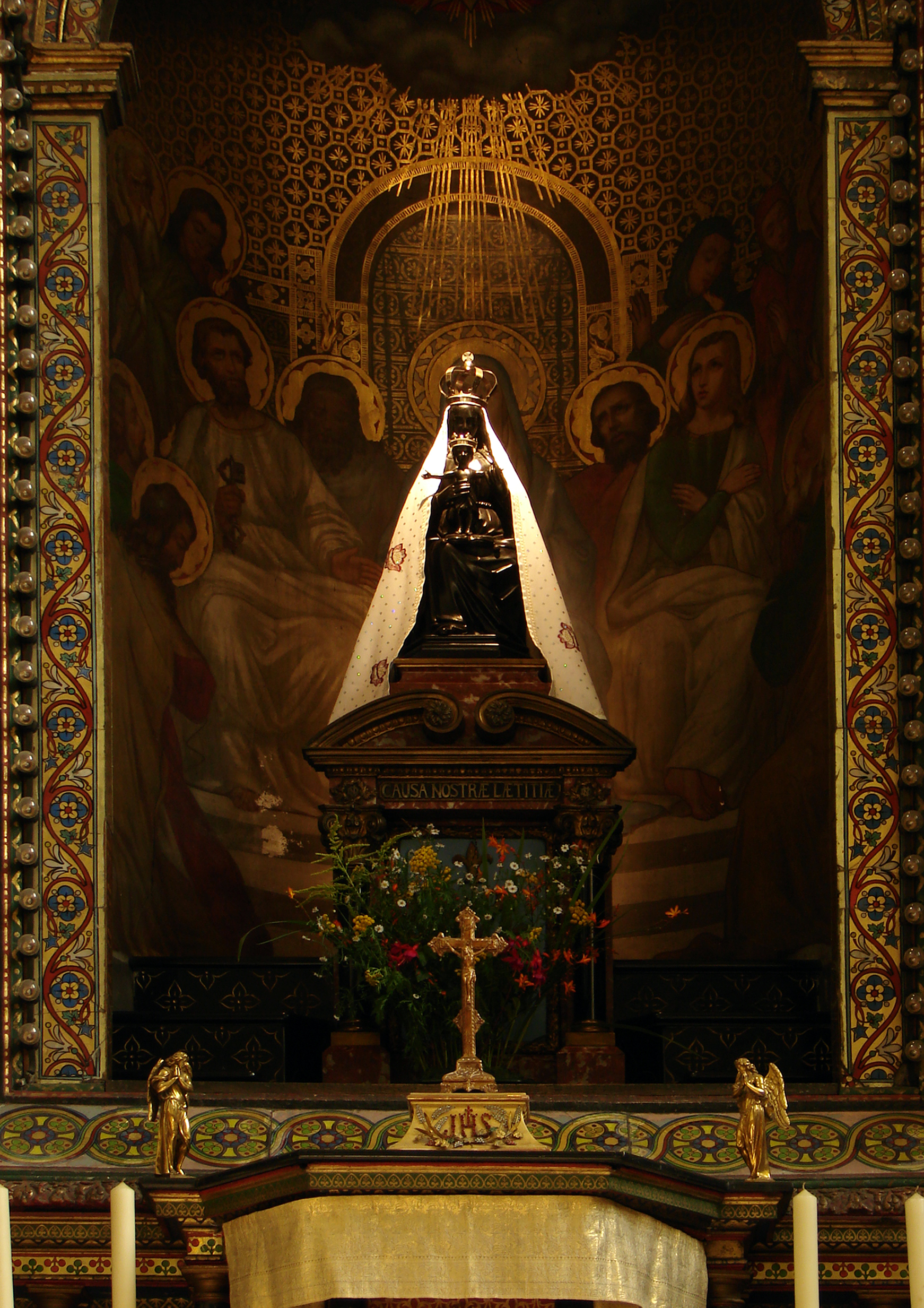
La Vierge noire.

#### Autre patrimoine

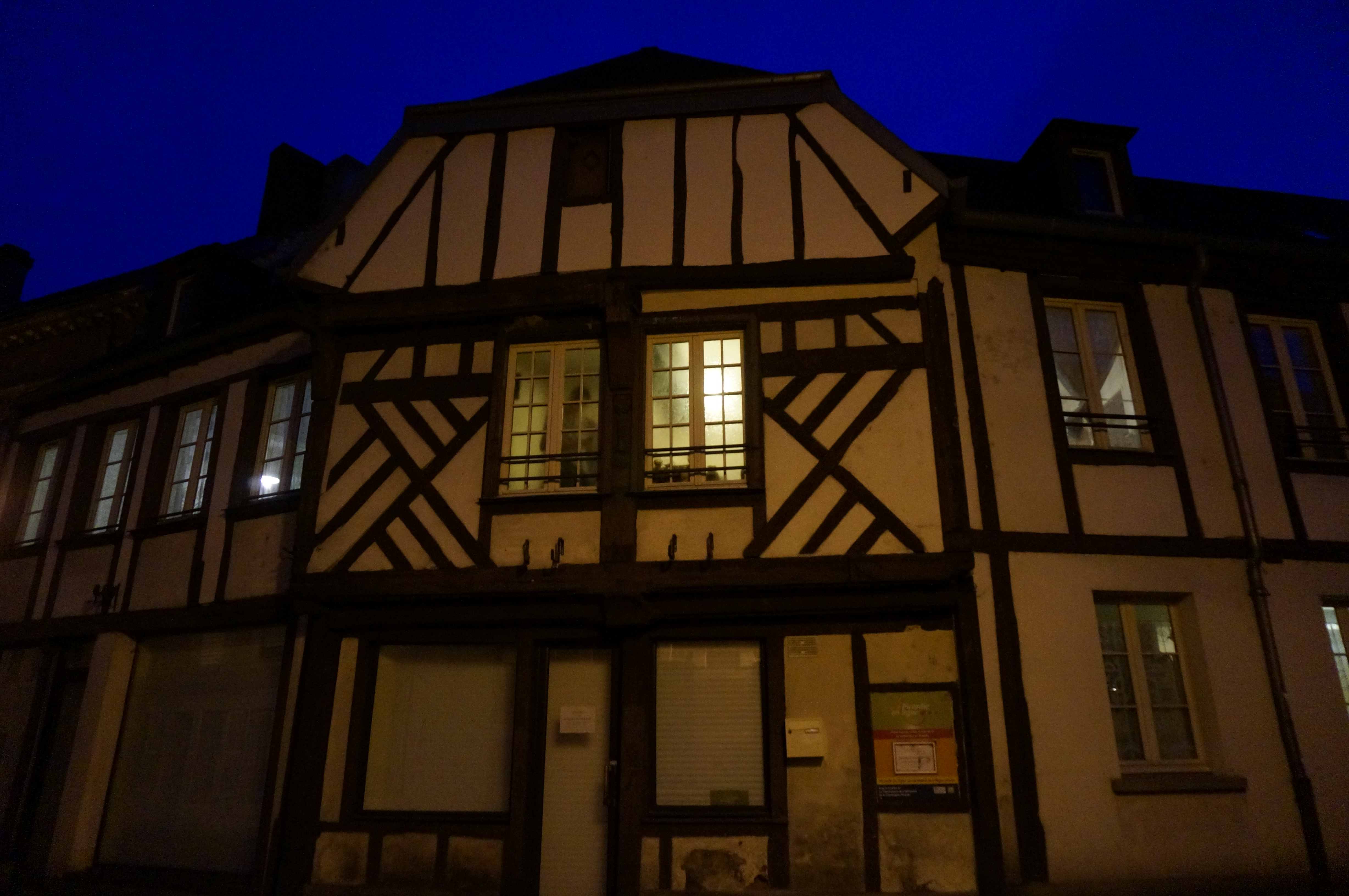
Maison à pan de bois, classée.
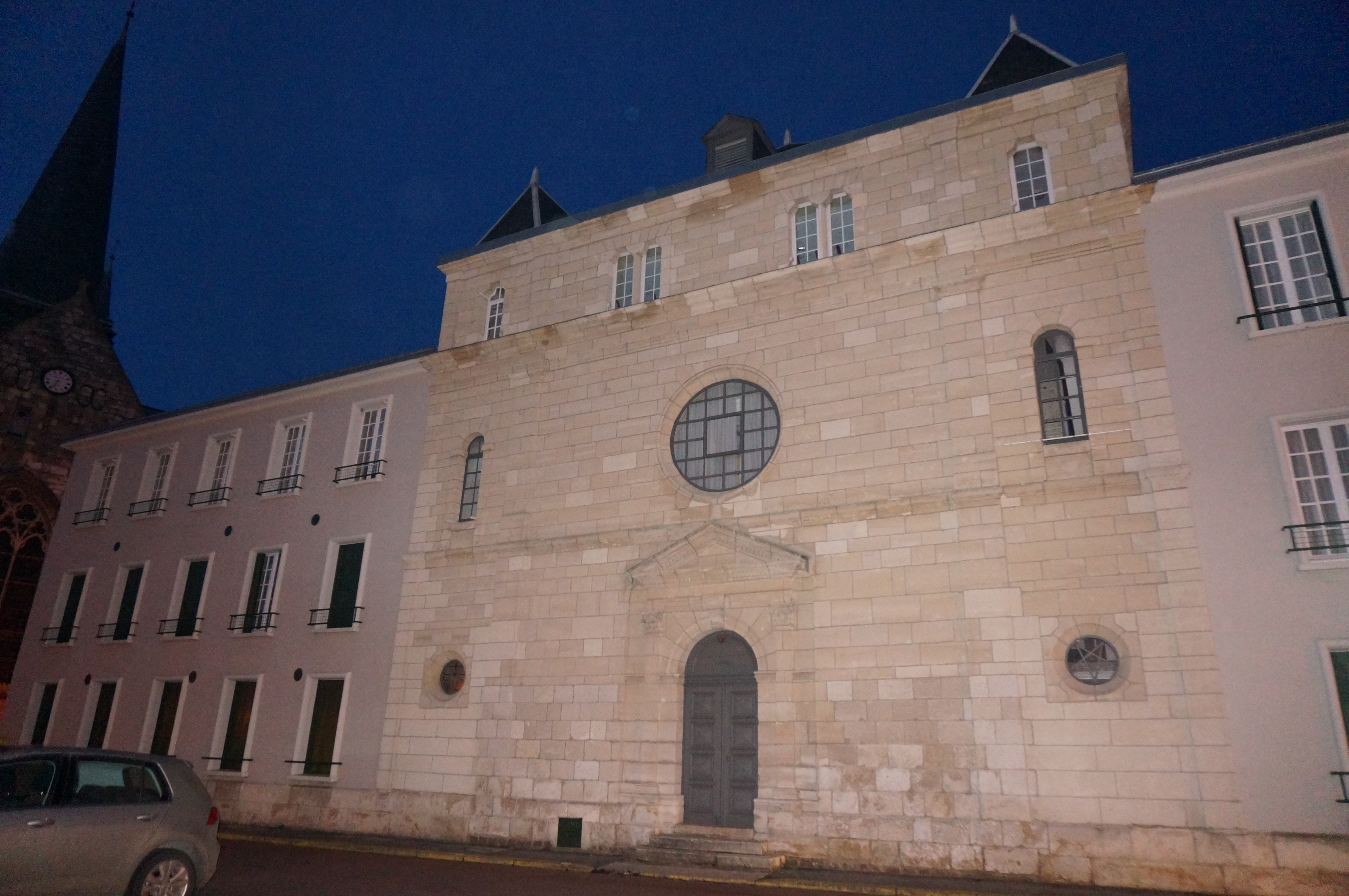
L'ancien séminaire.

### Personnalités liées à la commune
- Louis Bonnaire (1751-1807), général des armées révolutionnaires.
- Jean Jacques Liébert (1758-1814), général des armées de la République et de l'Empire.
- Aimé Leroux (1825-1904), homme politique, député de l'Aisne puis sénateur de l'Aisne de 1889 à 1903.
- Charles Herbert (1829-1919), artiste-peintre et photographe d'art.
- Émile Duployé (1833-1912), ecclésiastique.
- Paul Doncoeur (1880-1961), Aumônier militaire.
- André Billy (1882-1971), écrivain.

### Héraldique
| Blason de Liesse-Notre-Dame | Blason  | D'argent aux trois aigle de sable, au chef d'azur chargé des lettres M et A capitales entrelacées d'or. Ornements extérieursCroix de guerre 1914-1918 DeviseCausa nostrae laetitae (Cause de notre joie) |
| Blason de Liesse-Notre-Dame | Détails | Création d'Amédée Piette adoptée par la municipalité en 1850. |